# Phóng viên không biên giới

Logo cũ (tiếng Anh, Pháp, Tây Ban Nha)

Phóng viên không biên giới hay Ký giả không biên giới (tiếng Pháp: Reporters sans frontières, viết tắt là RSF) là một tổ chức phi chính phủ hoạt động toàn cầu, với mục đích bảo vệ tự do báo chí trên thế giới, chống kiểm duyệt và tạo áp lực giúp đỡ những nhà báo đang bị giam giữ. Tổ chức hoạt động dựa trên Điều 19 của Tuyên ngôn Quốc tế Nhân quyền. Phóng viên không biên giới do nhà báo người Pháp Robert Ménard thành lập năm 1985. Tên của nó được chọn dựa theo tên của tổ chức Bác sĩ không biên giới.
Ngoài tên chính thức tiếng Pháp: Reporters sans frontières (RSF), tổ chức này còn có tên chính thức tiếng Anh: Reporters Without Borders hay RWB, và tiếng Tây Ban Nha: Reporteros Sin Fronteras.

## Tổ chức và tài chính
Tổ chức Phóng viên không biên giới có văn phòng quốc tế tại Paris, 9 phân hội quốc gia tại châu Âu và 5 văn phòng quốc gia tại Bắc Mỹ và châu Á. Ngoài ra tổ chức còn hoạt động chung với 130 thông tín viên trên khắp các châu lục cũng như với 14 tổ chức đảng phái độc lập với chính phủ.
Tổ chức Phóng viên không biên giới có ngân sách hằng năm vào khoảng 4 triệu Đô la Mỹ, công bố thu nhập trong năm 2006 bao gồm:
- 57% từ những nguồn tự tạo như bán đấu giá, bán lịch và bán 3 sách ảnh.
- 24% có nguồn gốc từ các cơ quan, công ty, quỹ hỗ trợ và giới truyền thông đại chúng như Sanofi-aventis, Benetton, Zeta Group, Center for a Free Cuba, National Endowment for Democracy và Fondation de France.
- 9% là hỗ trợ từ văn phòng của Thủ tướng Pháp, của Bộ Ngoại giao Pháp và từ Cộng đồng Pháp ngữ.
- 9% có nguồn gốc từ phí hội viên và tiền quyên góp.[1]

Thuộc vào trong số những nhà tài trợ là nhà công nghiệp vũ khí và "ông hoàng" truyền thông đại chúng của Pháp Serge Dassault, tập đoàn truyền thông đại chúng Vivendi và nhà tỉ phú François Pinault. Ngoài ra công ty quảng cáo nổi tiếng Saatchi & Saatchi tại New York đều thực hiện miễn phí toàn bộ các hoạt động chung quanh quan hệ công chúng cho tổ chức này.
Hằng năm, vào Ngày Nhân quyền, tổ chức Phóng viên không biên giới trao tặng Giải Nhân quyền cho những phóng viên nổi bật. Năm 2002 giải được trao cho nhà báo người Nga Grigori Pasko, năm 2004 cho nhà báo và họa sĩ biếm họa Maroc Ali Lmrabet, Michèle Montas từ Haiti và nhật báo châu Phi Daily News. Năm 2005 giải được trao cho Massoud Hamid (Syria), nhà báo Trung Hoa Zhao Yan (赵岩), đài truyền hình độc lập Tolo TV tại Afganistan và Liên minh Quốc gia của các nhà báo Somalia. Năm 2006 là cho nhà báo Win Tin từ Myanmar, tờ báo Nga Novaya gazeta, tổ chức nhà báo Congo Journaliste en danger và người bất đồng chính kiến Guillerm Farinas Hernández từ Cuba.

## Ấn phẩm
Phóng viên Không Biên giới phát hành các thông cáo báo chí, tường thuật những dữ kiện tìm thấy, và các ấn phẩm định kỳ. Nó xuất bản các tường thuật nhiệm vụ định kỳ về phát triển ở các nước hoặc các vùng riêng lẻ hoặc về một chủ đề cụ thể. Mỗi tháng 12 nó xuất bản một cái nhìn tổng quan hàng năm về các sự kiện liên quan đến quyền tự do thông tin và an ninh của các nhà báo. Nó bảo quản một trang web (www.rsf.org) có thể truy cập bằng 6 ngôn ngữ (tiếng Pháp, tiếng Anh, tiếng Tây Ban Nha, tiếng Ả rập, Trung Quốc, và Ba Tư).

### Predators of Press Freedom (Những nhà lãnh đạo khống chế tự do báo chí)
Bắt đầu từ năm 2001 Phóng viên Không Biên giới đã xuất bản danh sách Predators of Press Freedom hàng năm đăng lên tên những người được cho là vi phạm tồi tệ nhất về tự do báo chí.
Trong tháng 5 năm 2013 RSF nêu tên 39 nhà lãnh đạo hoặc các nhóm đã kềm kẹp Tự Do Thông tin:
- Abdullah bin Abdulaziz al-Saud, vua, Ả Rập Xê Út
- Al-Shabaab, Lực lượng vũ trang Hồi giáo, Somalia
- Alexander Lukashenko, tổng thống, Belarus
- Ali Khamenei, lãnh tụ tối cao của Cộng hòa Hồi giáo, Iran
- Quân đội Giải phóng Balochistan, Pakistan
- Bashar al-Assad, tổng thống, Syria
- "Black Eagles", nhóm bán vũ trang, Colombia
- Boko Haram, Nhóm Hồi giáo, Nigeria
- Choummaly Sayasone, chủ tịch nước, Lào
- Gurbanguly Berdimuhamedow, tổng thống, Turkmenistan
- Hamad Ben Aissa Al Khalifa, vua, Bahrain
- Ilham Aliyev, tổng thống, Azerbaijan
- Islam Abdug‘aniyevich Karimov, tổng thống, Uzbekistan
- Lực lượng Phòng vệ Israel, Israel
- Isaias Afewerki, tổng thống, Eritrea
- Tội phạm có tổ chức Ý
- Jabhat Al-Nosra, nhóm vũ trang Syria
- Kim Jong-un, lãnh tụ tối cao, Bắc Triều Tiên
- Mahmoud Ahmadinejad, tổng thống, Iran
- Nhóm Hồi giáo Maldives
- Miguel Facussé Barjum, Doanh nhân, Honduras
- Tổ chức Ma túy Miguel Treviño Morales và Los Zetas, México
- Lãnh tụ Taliban Mollah Mohammad Omar, Afghanistan và Pakistan
- Mswati III, vua, Eswatini
- Anh em Hồi giáo, Ai Cập
- Nguyễn Phú Trọng, Tổng bí thư đảng Cộng sản Việt Nam
- Nursultan Nazarbayev, tổng thống, Kazakhstan
- Cơ quan tình báo chính phủ Pakistan
- Paul Kagame, tổng thống, Rwanda
- Các nhóm vũ trang tư nhân Philippines
- Anh em Rajapaksa: MahindaRa, tổng thống và bộ trưởng bộ Quốc phòng và Gotabaya, bí thư Quốc phòng, Sri Lanka
- Ramzan Kadyrov, tổng thống của Cộng hòa Chechnya
- Raúl Castro, Chủ tịch hội đồng quốc gia, Cuba
- Robert Mugabe, tổng thống, Zimbabwe
- Teodoro Obiang Nguema, tổng thống, Equatorial Guinea
- Vasif Talibov, Chủ tịch hội đồng tối cao, Azerbaijan
- Vladimir Putin, tổng thống, Nga
- Tập Cận Bình, chủ tịch nước và tổng bí thư đảng Cộng sản, Trung Quốc
- Yahya Jammeh, tổng thống, Gambia

## Giải thưởng
Trong nhiều năm RSF đã nhận được một số giải thưởng trong đó có:
- 2013: Giải Tự do Ngôn luận "Freedom of Speech Award" từ International Association of Press Clubs (Hiệp hội Quốc tế của các Câu lạc bộ Báo chí), ở Warsaw.[9]
- 2012: Giải "Club Internacional de Prensa" ở Madrid.
- 2009: Giải "Roland Berger Human Dignity Award".[10]
- 2009: Giải "Médaille Charlemagne" cho truyền thông châu Âu.
- 2008: Giải "Kahlil Gibran Award for Institutional Excellence" từ Arab American Institute Foundation (Quỹ viện Ả Rập Hoa Kỳ).
- 2007: Giải "Asia Democracy and Human Rights Award" (Giải Dân chủ và Nhân quyền Á châu) của Taiwan Foundation for Democracy Quỹ Đài Loan cho Dân chủ và giải "Dawit Isaak Prize" từ Swedish Publicists' Association (Hội Nhà báo Thụy Điển).
- 2006: Giải International Emmy Award từ International Academy of Television Arts and Sciences.
- 2005: được Quốc hội châu Âu tặng Giải Sakharov về "Tự do Tư tưởng", là giải thưởng dành cho cá nhân hay tổ chức đã tích cực hoạt động bảo vệ nhân quyền.[11]
- 1997: Giải “Journalism and Democracy Prize" (giải Báo chí và Dân chủ) của Tổ chức An ninh và Hợp tác châu Âu (OSCE).
- 1992: Giải "Lorenzo Natali Prize" của Ủy ban châu Âu vì bảo vệ nhân quyền và dân chủ.

## Chỉ số tự do báo chí
Tổ chức Phóng viên không biên giới hàng năm công bố chỉ số tự do báo chí, một danh sách xếp hạng tự do báo chí trên thế giới. Chỉ số này được công bố lần đầu tiên năm 2002. Chỉ số được lập thành dựa trên những khảo cứu được trả lời từ các tổ chức liên kết, thông tín viên của tổ chức cũng như là từ những nhà báo, nhà nghiên cứu, luật gia và nhà hoạt động nhân quyền trên toàn thế giới.
Phóng viên không biên giới hỏi những cuộc tấn công dùng bạo lực, giết người hay bắt bớ nhưng cũng điều tra về áp lực gián tiếp chống lại tự do báo chí trong 180 nước trên thế giới. Tổ chức nhấn mạnh rằng chỉ số này chỉ đo độ tự do báo chí chứ không so sánh chất lượng của báo chí của từng nước một. Chỉ số cũng thẩm định áp lực từ những tổ chức phi chính phủ như ETA ở Tây Ban Nha.